# Claude Souchon de Chameron
Claude Souchon de Chanron, né le 29 juin 1728 à Montélimar, mort le 12 avril 1794 à Paris), est un général de la Révolution français.

## Biographie
Fils de Claude-Antoine Souchon, conseiller du roi, et de Jeanne-Marie de Geoffre, il s'engage comme volontaire au régiment Royal-Comtois en septembre 1745 et passa enseigne le 15 mars 1746, puis capitaine en second à la réforme de ce régiment. Il a levé une compagnie le 1er septembre 1755, sert en Allemagne de 1756 à 1763, est blessé au bras droit à l'attaque du pont de Dusseldorf le 2 août 1757.
Il sert dans l'Île-de-France comme capitaine des grenadiers de 1769 à 1773 et est décoré de l'ordre de Saint-Louis en 1771. Il est traduit en conseil de guerre avec d'autres officiers de son régiment et dégradé pour tentative de rébellion le 15 juillet 1773. Condamné à douze ans de prison, il est détenu durant quatre ans à la citadelle de Montélimar de 1773 à 1777. 
Il sert comme capitaine auxiliaire dans la Légion de Nassau du 5 avril 1779 jusqu'à la réduction de ce corps. 
Commandant de la garde nationale de Montélimar en août 1789, il est de nouveau fait chevalier de Saint-Louis le 3 novembre 1790. Il passe successivement lieutenant-colonel du 7e régiment d'infanterie le 6 novembre 1791, colonel du 7e régiment d'infanterie à l'armée des Pyrénées le 16 mai 1792 et maréchal de camp à l'armée des Pyrénées le 16 mai 1792. Il est nommé commandant provisoire à l'armée des Pyrénées-Orientales sous Servan le 21 avril 1793, puis commandant en chef par intérim de l'armée des Pyrénées-Orientales du 1er au 14 mai 1793. 
Il est destitué comme suspect le 1er juin 1793 et revient alors à Montélimar. Mêlé aux mouvements contre-révolutionnaire, il est accusé d'avoir voulu s'emparer d'un corps de 4 000 hommes et d'un parc d'artillerie pour se joindre au fédéralistes du Midi, ainsi que d'intelligence avec l'ennemi. Emprisonné, il est condamné à mort par le tribunal révolutionnaire de Paris et guillotiné à Paris le 12 avril 1794.

### Sources
- Georges Six, Dictionnaire biographique des généraux et amiraux français de la Révolution et de l'Empire, 1934
- Dictionnaire Biographique de la Drome